# Jon J. van Rood
Johannes Joseph "Jon" van Rood (n. 7 aprilie 1926, Haga, Olanda de Sud, Țările de Jos – d. 21 iulie 2017, Leeuwarden, Provincia Frizia, Țările de Jos) a fost un imunolog olandez.

## Premii
În 1978, van Rood a câștigat Premiului Wolf pentru medicină, împreună cu George D. Snell și Jean Dausset, "pentru contribuția la înțelegerea complexității sistemului HLA uman și a implicațiilor legate de transplantarea de organe și a bolilor". 
Van Rood a devenit membru al Academiei Regale Olandeze de Arte și Științe în 1978.

## Legături externe
- Profile at KNAW
- Geoff Watts Obituary Johannes Joseph van Rood The Lancet, 11 November 2017, DOI: https://dx.doi.org/10.1016/S0140-6736(17)32739-3